# 巴瑟多
巴瑟多（德語：Basedow）是德国石勒苏益格－荷尔斯泰因州的一个市镇。总面积7.47平方公里，总人口712人，其中男性379人，女性333人（2011年12月31日），人口密度95人/平方公里。